# Assetou Diakité
Pour les articles homonymes, voir Diakité.
Assetou Diakité, née le 15 février 1998 à Bamako, est une joueuse malienne de basket-ball.

## Carrière
Elle remporte le Championnat d'Afrique féminin de basket-ball des 16 ans et moins en 2013 et le Championnat d'Afrique féminin de basket-ball des 18 ans et moins en 2016.
Elle est médaillée d'or en basket-ball à trois aux Jeux africains de plage de 2019.
Elle fait partie du groupe malien sélectionné pour participer au Championnat d'Afrique 2019, terminant à la troisième place.
Elle est médaillée d'argent en basket-ball à trois aux Jeux africains de 2019.